# Mionectes rufiventris
Mionectes rufiventris là một loài chim trong họ Tyrannidae.